# Danh sách cầu thủ tham dự giải vô địch bóng đá U-19 châu Âu 2017
Mỗi đội tuyển tham gia phải đăng ký đội hình 18 cầu thủ, trong đó có 2 cầu thủ phải là thủ môn.
Các cầu thủ in đậm từng thi đấu cho đội tuyển quốc gia.
Tuổi được tính đến ngày khai mạc giải đấu, 2 tháng 7 năm 2017.

## Bảng A

### Gruzia
Huấn luyện viên: Georgi Kipiani

| Số | VT | Cầu thủ                    | Ngày sinh (tuổi)            | Trận | Bàn | Câu lạc bộ              |
| -- | -- | -------------------------- | --------------------------- | ---- | --- | ----------------------- |
| 1  | TM | Giorgi Chochishvili        | 7 tháng 5, 1998 (19 tuổi)   |      |     | Shevardeni-1906 Tbilisi |
| 12 | TM | Luka Gugeshashvili         | 29 tháng 4, 1999 (18 tuổi)  |      |     | Jagiellonia Białystok   |
|    |    |                            |                             |      |     |                         |
| 2  | HV | Nikoloz Mali               | 27 tháng 1, 1999 (18 tuổi)  |      |     | Saburtalo Tbilisi       |
| 3  | HV | Shalva Burjanadze          | 29 tháng 10, 1998 (18 tuổi) |      |     | Torpedo Kutaisi         |
| 4  | HV | Aleksandre Kakhidze        | 24 tháng 4, 1999 (18 tuổi)  |      |     | Spartak Moskva          |
| 5  | HV | Davit Kobouri (đội trưởng) | 24 tháng 1, 1998 (19 tuổi)  |      |     | Dinamo Tbilisi          |
| 13 | HV | Toma Khubashvili           | 29 tháng 7, 1998 (18 tuổi)  |      |     | Saburtalo Tbilisi       |
| 21 | HV | Luka Lakvekheliani         | 22 tháng 10, 1998 (18 tuổi) |      |     | Saburtalo Tbilisi       |
|    |    |                            |                             |      |     |                         |
| 6  | TV | Giorgi Kutsia              | 27 tháng 10, 1999 (17 tuổi) |      |     | Dinamo Tbilisi          |
| 7  | TV | Giorgi Kokhreidze          | 18 tháng 11, 1998 (18 tuổi) |      |     | Saburtalo Tbilisi       |
| 8  | TV | Davit Samurkasovi          | 5 tháng 2, 1998 (19 tuổi)   |      |     | Locomotive Tbilisi      |
| 9  | TV | Vato Arveladze             | 3 tháng 4, 1998 (19 tuổi)   |      |     | Locomotive Tbilisi      |
| 10 | TV | Giorgi Chakvetadze         | 29 tháng 8, 1999 (17 tuổi)  |      |     | Dinamo Tbilisi          |
| 14 | TV | Giorgi Kochorashvili       | 29 tháng 6, 1999 (18 tuổi)  |      |     | Saburtalo Tbilisi       |
|    |    |                            |                             |      |     |                         |
| 11 | TĐ | Gabrieli Sagrishvili       | 17 tháng 6, 1998 (19 tuổi)  |      |     | Torpedo Kutaisi         |
| 17 | TĐ | Nika Kvantaliani           | 6 tháng 2, 1998 (19 tuổi)   |      |     | Dinamo Batumi           |
| 18 | TĐ | Temur Chogadze             | 5 tháng 5, 1998 (19 tuổi)   |      |     | Saburtalo Tbilisi       |
| 20 | TĐ | Giorgi Arabidze            | 4 tháng 3, 1998 (19 tuổi)   |      |     | Shakhtar Donetsk        |

### Cộng hòa Séc
Huấn luyện viên: Jan Suchopárek
| Số | VT | Cầu thủ                     | Ngày sinh (tuổi) | Trận | Bàn | Câu lạc bộ        |
| -- | -- | --------------------------- | ---------------- | ---- | --- | ----------------- |
| 1  | TM | Jan Plachý                  | 5 tháng 7, 1998  | 10   | 0   | FK Teplice        |
| 16 | TM | Martin Jedlička             | 24 tháng 1, 1998 | 10   | 0   | 1. FK Příbram     |
|    |    |                             |                  |      |     |                   |
| 3  | HV | Matěj Chaluš                | 2 tháng 2, 1998  | 10   | 0   | 1. FK Příbram     |
| 4  | HV | Libor Holík                 | 12 tháng 5, 1998 | 10   | 0   | SK Slavia Prague  |
| 18 | HV | Denis Granečný              | 7 tháng 9, 1998  | 12   | 0   | FC Baník Ostrava  |
| 21 | HV | František Čech              | 6 tháng 12, 1998 | 3    | 0   | Hradec Králové    |
|    |    |                             |                  |      |     |                   |
| 5  | TV | Daniel Mareček              | 30 tháng 5, 1998 | 10   | 1   | Sparta Prague     |
| 6  | TV | Emil Tischler               | 13 tháng 3, 1998 | 6    | 1   | 1. FC Slovácko    |
| 8  | TV | Michal Sadílek              | 31 tháng 5, 1999 | 10   | 2   | PSV               |
| 13 | TV | Alex Král                   | 19 tháng 5, 1998 | 12   | 1   | SK Slavia Prague  |
| 14 | TV | Filip Havelka               | 21 tháng 1, 1998 | 9    | 1   | Sparta Prague     |
| 15 | TV | Ondřej Chvěja               | 17 tháng 7, 1998 | 8    | 2   | FC Baník Ostrava  |
| 20 | TV | Michal Hlavatý              | 17 tháng 6, 1998 | 4    | 0   | FK Baník Sokolov  |
|    |    |                             |                  |      |     |                   |
| 7  | TĐ | Daniel Turyna               | 26 tháng 2, 1998 | 9    | 4   | Sparta Prague     |
| 9  | TĐ | Ondřej Lingr                | 10 tháng 7, 1998 | 11   | 1   | Karviná           |
| 10 | TĐ | Ondřej Šašinka (đội trưởng) | 21 tháng 3, 1998 | 14   | 5   | FC Baník Ostrava  |
| 12 | TĐ | Ondřej Novotný              | 2 tháng 5, 1998  | 6    | 1   | Sparta Prague     |
| 19 | TĐ | Martin Graiciar             | 4 tháng 11, 1999 | 3    | 1   | FC Slovan Liberec |

### Thụy Điển
Ngày 16 tháng 6 năm 2017, Thụy Điển công bố đội hình chính thức. Ngày 28 tháng 6 năm 2017, hậu vệ Dennis Hadžikadunić, tiền vệ Mattias Svanberg và tiền vệ Svante Ingelsson rời khỏi đội hình, được thay bằng Anel Ahmedhodžić, Teddy Bergqvist và Joseph Ceesay.
Huấn luyện viên: Claes Eriksson
| Số | VT | Cầu thủ                  | Ngày sinh (tuổi) | Trận | Bàn | Câu lạc bộ        |
| -- | -- | ------------------------ | ---------------- | ---- | --- | ----------------- |
| 1  | TM | Marko Johansson          | 25 tháng 8, 1998 | 8    | 0   | Trelleborgs FF    |
| 12 | TM | Viktor Johansson         | 14 tháng 9, 1998 | 5    | 0   | Aston Villa       |
|    |    |                          |                  |      |     |                   |
| 2  | HV | Mattias Andersson        | 13 tháng 3, 1998 | 12   | 1   | Juventus          |
| 3  | HV | Charlie Weberg           | 22 tháng 5, 1998 | 0    | 0   | Helsingborgs IF   |
| 4  | HV | Joseph Colley            | 13 tháng 4, 1999 | 5    | 0   | Chelsea           |
| 5  | HV | Anel Ahmedhodžić         | 26 tháng 3, 1999 | 4    | 3   | Nottingham Forest |
| 6  | HV | Anton Kralj              | 12 tháng 3, 1998 | 12   | 0   | Malmö FF          |
| 7  | HV | Thomas Poppler Isherwood | 28 tháng 1, 1998 | 13   | 2   | Bayern Munich     |
|    |    |                          |                  |      |     |                   |
| 9  | TV | Max Svensson             | 19 tháng 6, 1998 | 2    | 0   | Helsingborgs IF   |
| 10 | TV | Carl Johansson           | 17 tháng 6, 1998 | 6    | 1   | Kalmar FF         |
| 13 | TV | Joseph Ceesay            | 3 tháng 6, 1998  | 2    | 0   | Vasalunds IF      |
| 14 | TV | Dušan Jajić (đội trưởng) | 4 tháng 7, 1998  | 15   | 2   | Hammarby IF       |
| 15 | TV | Besard Sabović           | 5 tháng 1, 1998  | 13   | 0   | IF Brommapojkarna |
| 16 | TV | Samuel Adrian            | 2 tháng 3, 1998  | 1    | 0   | Malmö FF          |
|    |    |                          |                  |      |     |                   |
| 11 | TĐ | Jesper Karlsson          | 25 tháng 7, 1998 | 10   | 2   | IF Elfsborg       |
| 17 | TĐ | Viktor Gyökeres          | 4 tháng 6, 1998  | 13   | 4   | IF Brommapojkarna |
| 18 | TĐ | Isac Lidberg             | 8 tháng 9, 1998  | 14   | 10  | Åtvidabergs FF    |
| 8  | TĐ | Teddy Bergqvist          | 16 tháng 3, 1999 | 5    | 1   | Malmö FF          |

### Bồ Đào Nha
On 25 tháng 6 năm 2017, Bồ Đào Nha công bố đội hình chính thức. On 28 June, Madi Queta replaced injured José Gomes.
Huấn luyện viên: Hélio Sousa

| Số | VT | Cầu thủ          | Ngày sinh (tuổi)            | Trận | Bàn | Câu lạc bộ           |
| -- | -- | ---------------- | --------------------------- | ---- | --- | -------------------- |
| 1  | TM | Diogo Costa      | 19 tháng 9, 1999 (17 tuổi)  | 9    |     | Porto                |
| 12 | TM | Daniel Figueira  | 20 tháng 7, 1998 (18 tuổi)  | 1    |     | Vitória de Guimarães |
|    |    |                  |                             |      |     |                      |
| 2  | HV | Diogo Dalot      | 18 tháng 3, 1999 (18 tuổi)  | 10   |     | Porto                |
| 3  | HV | Diogo Queirós    | 5 tháng 1, 1999 (18 tuổi)   | 8    |     | Porto                |
| 4  | HV | Diogo Leite      | 23 tháng 1, 1999 (18 tuổi)  | 1    |     | Porto                |
| 5  | HV | Abdu Conté       | 24 tháng 3, 1998 (19 tuổi)  | 6    |     | Sporting             |
| 15 | HV | João Queirós     | 22 tháng 4, 1998 (19 tuổi)  | 8    |     | Porto                |
|    |    |                  |                             |      |     |                      |
| 6  | TV | Rui Pires        | 23 tháng 3, 1998 (19 tuổi)  | 5    |     | Porto                |
| 8  | TV | Gedson Fernandes | 9 tháng 1, 1999 (18 tuổi)   | 5    |     | Benfica              |
| 10 | TV | Bruno Paz        | 23 tháng 4, 1998 (19 tuổi)  | 6    |     | Sporting             |
| 14 | TV | Florentino Luís  | 19 tháng 8, 1999 (17 tuổi)  | 7    |     | Benfica              |
| 16 | TV | Miguel Luís      | 27 tháng 2, 1999 (18 tuổi)  | 9    |     | Sporting             |
| 18 | TV | Domingos Quina   | 18 tháng 11, 1999 (17 tuổi) | 5    |     | West Ham United      |
|    |    |                  |                             |      |     |                      |
| 11 | TĐ | Mésaque Djú      | 18 tháng 3, 1999 (18 tuổi)  | 5    |     | Benfica              |
| 13 | TĐ | Rui Pedro        | 20 tháng 3, 1998 (19 tuổi)  | 7    |     | Porto                |
| 9  | TĐ | Madi Queta       | 21 tháng 10, 1998 (18 tuổi) | 6    |     | Porto                |
| 7  | TĐ | João Filipe      | 29 tháng 3, 1999 (18 tuổi)  | 3    |     | Benfica              |
| 17 | TĐ | Rafael Leão      | 10 tháng 6, 1999 (18 tuổi)  | 9    |     | Sporting             |

## Bảng B

### Đức
On 25 tháng 6 năm 2017, Đức công bố đội hình chính thức. Maxime Awoudja replaced Salih Özcan.
Huấn luyện viên: Frank Kramer
| Số | VT | Cầu thủ            | Ngày sinh (tuổi) | Trận | Bàn | Câu lạc bộ           |
| -- | -- | ------------------ | ---------------- | ---- | --- | -------------------- |
| 1  | TM | Eike Bansen        | 21 tháng 2, 1998 | 0    | 0   | BoNga Dortmund       |
| 12 | TM | Markus Schubert    | 12 tháng 6, 1998 | 7    | 0   | Dynamo Dresden       |
|    |    |                    |                  |      |     |                      |
| 2  | HV | Jonas Busam        | 3 tháng 5, 1998  | 6    | 2   | SC Freiburg          |
| 5  | HV | Julian Chabot      | 12 tháng 2, 1998 | 4    | 1   | Sparta               |
| 3  | HV | Dominik Franke     | 5 tháng 10, 1998 | 8    | 0   | RB Leipzig           |
| 19 | HV | Maxime Awoudja     | 2 tháng 2, 1998  | 0    | 0   | FC Bayern Munich     |
|    |    |                    |                  |      |     |                      |
| 16 | TV | Bote Baku          | 8 tháng 4, 1998  | 8    | 3   | 1. FSV Mainz 05      |
| 7  | TV | Aymen Barkok       | 21 tháng 5, 1998 | 3    | 1   | Eintracht Frankfurt  |
| 8  | TV | Sidney Friede      | 12 tháng 4, 1998 | 4    | 0   | Hertha BSC           |
| 9  | TV | Etienne Amenyido   | 1 tháng 3, 1998  | 4    | 4   | BoNga Dortmund       |
| 6  | TV | Dennis Geiger      | 10 tháng 6, 1998 | 9    | 0   | TSG 1899 Hoffenheim  |
| 14 | TV | Felix Götze        | 1 tháng 5, 1998  | 0    | 0   | FC Bayern Munich     |
| 4  | TV | Gökhan Gül         | 17 tháng 7, 1998 | 12   | 2   | Fortuna Düsseldorf   |
| 11 | TV | Robin Hack         | 27 tháng 8, 1998 | 6    | 1   | TSG 1899 Hoffenheim  |
| 13 | TV | David Raum         | 22 tháng 4, 1998 | 2    | 1   | SpVgg Greuther Fürth |
| 15 | TV | Görkem Sağlam      | 11 tháng 4, 1998 | 0    | 0   | VfL Bochum           |
|    |    |                    |                  |      |     |                      |
| 17 | TĐ | Mats Köhlert       | 2 tháng 5, 1998  | 6    | 2   | Hamburger SV         |
| 18 | TĐ | Tobias Warschewski | 6 tháng 2, 1998  | 2    | 1   | Preußen Münster      |

### Anh
Huấn luyện viên: Keith Downing
| 1  | TM | Aaron Ramsdale         | 14 tháng 5, 1998 (19 tuổi)  | AFC Bournemouth   |  |  |
| 13 | TM | Nathan Trott           | 21 tháng 11, 1998 (18 tuổi) | West Ham United   |  |  |
|    |    |                        |                             |                   |  |  |
| 5  | HV | Trevoh Chalobah        | 5 tháng 7, 1999 (17 tuổi)   | Chelsea           |  |  |
| 3  | HV | Jay Dasilva            | 22 tháng 4, 1998 (19 tuổi)  | Chelsea           |  |  |
| 4  | HV | Tayo Edun              | 14 tháng 5, 1998 (19 tuổi)  | Fulham            |  |  |
| 2  | HV | Dujon Sterling         | 24 tháng 10, 1999 (17 tuổi) | Chelsea           |  |  |
| 16 | HV | Darnell Johnson        | 3 tháng 9, 1998 (18 tuổi)   | Leicester City    |  |  |
| 6  | HV | Easah Suliman          | 26 tháng 1, 1998 (19 tuổi)  | Aston Villa       |  |  |
| 18 | HV | Reece James            | 8 tháng 12, 1999 (17 tuổi)  | Chelsea           |  |  |
| 11 | HV | Ryan Sessegnon         | 18 tháng 5, 2000 (17 tuổi)  | Fulham            |  |  |
|    |    |                        |                             |                   |  |  |
| 8  | TV | Andre Dozzell          | 2 tháng 5, 1999 (18 tuổi)   | Ipswich Town      |  |  |
| 17 | TV | Jacob Maddox           | 3 tháng 11, 1998 (18 tuổi)  | Chelsea           |  |  |
| 10 | TV | Mason Mount            | 10 tháng 1, 1999 (18 tuổi)  | Chelsea           |  |  |
| 14 | TV | Marcus Edwards         | 3 tháng 12, 1998 (18 tuổi)  | Tottenham Hotspur |  |  |
|    |    |                        |                             |                   |  |  |
| 9  | TĐ | Ben Brereton           | 18 tháng 4, 1999 (18 tuổi)  | Nottingham Forest |  |  |
| 7  | TĐ | Isaac Buckley-Ricketts | 1 tháng 1, 1998 (19 tuổi)   | Manchester City   |  |  |
| 15 | TĐ | Josh Dasilva           | 23 tháng 10, 1998 (18 tuổi) | Arsenal           |  |  |
| 12 | TĐ | Lukas Nmecha           | 12 tháng 12, 1998 (18 tuổi) | Manchester City   |  |  |

### Bulgaria
Ngày 21 tháng 6 năm 2017, Bulgaria công bố đội hình chính thức.
Huấn luyện viên: Angel Stoykov
| Số | VT | Cầu thủ            | Ngày sinh (tuổi)            | Trận | Bàn | Câu lạc bộ      |
| -- | -- | ------------------ | --------------------------- | ---- | --- | --------------- |
| 1  | TM | Daniel Naumov      | 29 tháng 3, 1998 (19 tuổi)  | 13   | 0   | Ludogorets      |
| 12 | TM | Dimitar Sheytanov  | 15 tháng 9, 1999 (17 tuổi)  | 1    | 0   | Levski Sofia    |
|    |    |                    |                             |      |     |                 |
| 2  | HV | Andrea Hristov     | 1 tháng 3, 1999 (18 tuổi)   | 7    | 0   | Slavia Sofia    |
| 3  | HV | Vasil Dobrev       | 5 tháng 1, 1998 (19 tuổi)   | 12   | 0   | Septemvri Sofia |
| 4  | HV | Angel Lyaskov      | 18 tháng 3, 1998 (19 tuổi)  | 18   | 0   | CSKA Sofia      |
| 5  | HV | Petar Genchev      | 29 tháng 8, 1998 (18 tuổi)  | 14   | 1   | Septemvri Sofia |
| 15 | HV | Petko Hristov      | 1 tháng 3, 1999 (18 tuổi)   | 12   | 0   | Slavia Sofia    |
| 18 | HV | Mariyan Dimitrov   | 28 tháng 9, 1998 (18 tuổi)  | 11   | 1   | Septemvri Sofia |
|    |    |                    |                             |      |     |                 |
| 6  | TV | Ivaylo Klimentov   | 3 tháng 2, 1998 (19 tuổi)   | 10   | 0   | Ludogorets      |
| 7  | TV | Ivaylo Naydenov    | 22 tháng 3, 1998 (19 tuổi)  | 14   | 0   | Levski Sofia    |
| 8  | TV | Georgi Yanev       | 4 tháng 1, 1998 (19 tuổi)   | 8    | 0   | Levski Sofia    |
| 10 | TV | Georgi Rusev       | 2 tháng 7, 1998 (19 tuổi)   | 14   | 2   | Elche           |
| 11 | TV | Svetoslav Kovachev | 14 tháng 3, 1998 (19 tuổi)  | 14   | 0   | Ludogorets      |
| 20 | TV | Mateo Stamatov     | 22 tháng 3, 1999 (18 tuổi)  | 3    | 1   | Espanyol        |
| 22 | TV | Ivan Tilev         | 5 tháng 1, 1999 (18 tuổi)   | 9    | 1   | Septemvri Sofia |
|    |    |                    |                             |      |     |                 |
| 9  | TĐ | Tonislav Yordanov  | 27 tháng 11, 1998 (18 tuổi) | 21   | 6   | CSKA Sofia      |
| 16 | TĐ | Kaloyan Krastev    | 24 tháng 1, 1999 (18 tuổi)  | 8    | 6   | Slavia Sofia    |
| 19 | TĐ | Stanislav Ivanov   | 16 tháng 4, 1999 (18 tuổi)  | 11   | 2   | Levski Sofia    |

### Hà Lan
Ngày 22 tháng 6 năm 2017, Hà Lan công bố đội hình chính thức.
Huấn luyện viên: Maarten Stekelenburg
| Số | VT | Cầu thủ          | Ngày sinh (tuổi)  | Trận | Bàn | Câu lạc bộ      |
| -- | -- | ---------------- | ----------------- | ---- | --- | --------------- |
| 1  | TM | Justin Bijlow    | 22 tháng 1, 1998  | 9    | 0   | Feyenoord       |
| 16 | TM | Maarten Paes     | 14 tháng 5, 1998  | 2    | 0   | NEC             |
|    |    |                  |                   |      |     |                 |
| 5  | HV | Jurich Carolina  | 15 tháng 7, 1998  | 12   | 0   | PSV             |
| 2  | HV | Tristan Dekker   | 27 tháng 3, 1998  | 0    | 0   | VVV             |
| 3  | HV | Robin Zwartjens  | 17 tháng 3, 1998  | 0    | 0   | Feyenoord       |
| 13 | HV | Navajo Bakboord  | 29 tháng 1, 1999  | 0    | 0   | Ajax            |
| 4  | HV | Armando Obispo   | 5 tháng 3, 1999   | 0    | 0   | PSV             |
| 15 | HV | Boy Kemper       | 21 tháng 6, 1999  | 0    | 0   | Ajax            |
|    |    |                  |                   |      |     |                 |
| 8  | TV | Teun Koopmeiners | 28 tháng 2, 1998  | 9    | 0   | AZ              |
| 6  | TV | Dani de Wit      | 12 tháng 5, 1998  | 11   | 1   | Ajax            |
| 12 | TV | Rodney Kongolo   | 9 tháng 1, 1998   | 7    | 0   | Manchester City |
| 11 | TV | Javairô Dilrosun | 22 tháng 6, 1998  | 11   | 2   | Manchester City |
| 10 | TV | Ferdi Kadioglu   | 7 tháng 10, 1999  | 3    | 2   | NEC             |
| 18 | TV | Noa Lang         | 17 tháng 6, 1999  | 0    | 0   | Ajax            |
| 14 | TV | Justin Lonwijk   | 21 tháng 12, 1999 | 0    | 0   | PSV             |
|    |    |                  |                   |      |     |                 |
| 7  | TĐ | Jay-Roy Grot     | 13 tháng 3, 1998  | 2    | 0   | NEC             |
| 9  | TĐ | Joël Piroe       | 2 tháng 8, 1999   | 2    | 0   | PSV             |
| 17 | TĐ | Ché Nunnely      | 4 tháng 2, 1999   | 0    | 0   | Ajax            |